# Elaphoglossum lepidopodum
Elaphoglossum lepidopodum là một loài thực vật có mạch trong họ Lomariopsidaceae. Loài này được C. Chr. ex Ogata mô tả khoa học đầu tiên năm 1937.